# Jasna Đuričić
Jasna Đuričić, serb. Јасна Ђуричић (ur. 16 kwietnia 1966 w Rumie) – serbska aktorka filmowa i teatralna.

## Życiorys
Absolwentka szkoły muzycznej w Nowym Sadzie. W 1989 ukończyła studia aktorskie na Uniwersytecie w Nowym Sadzie, w klasie Branko Plešy. Po ukończeniu studiów rozpoczęła pracę w Serbskim Teatrze Narodowym w Nowym Sadzie. Pracowała tam do roku 2005. W 2014 otrzymała Pierścień Dobricy (Добричин прстен) dla najlepszej serbskiej aktorki. Prowadzi wykłady dla studentów Akademii Sztuk Pięknych w Nowym Sadzie.

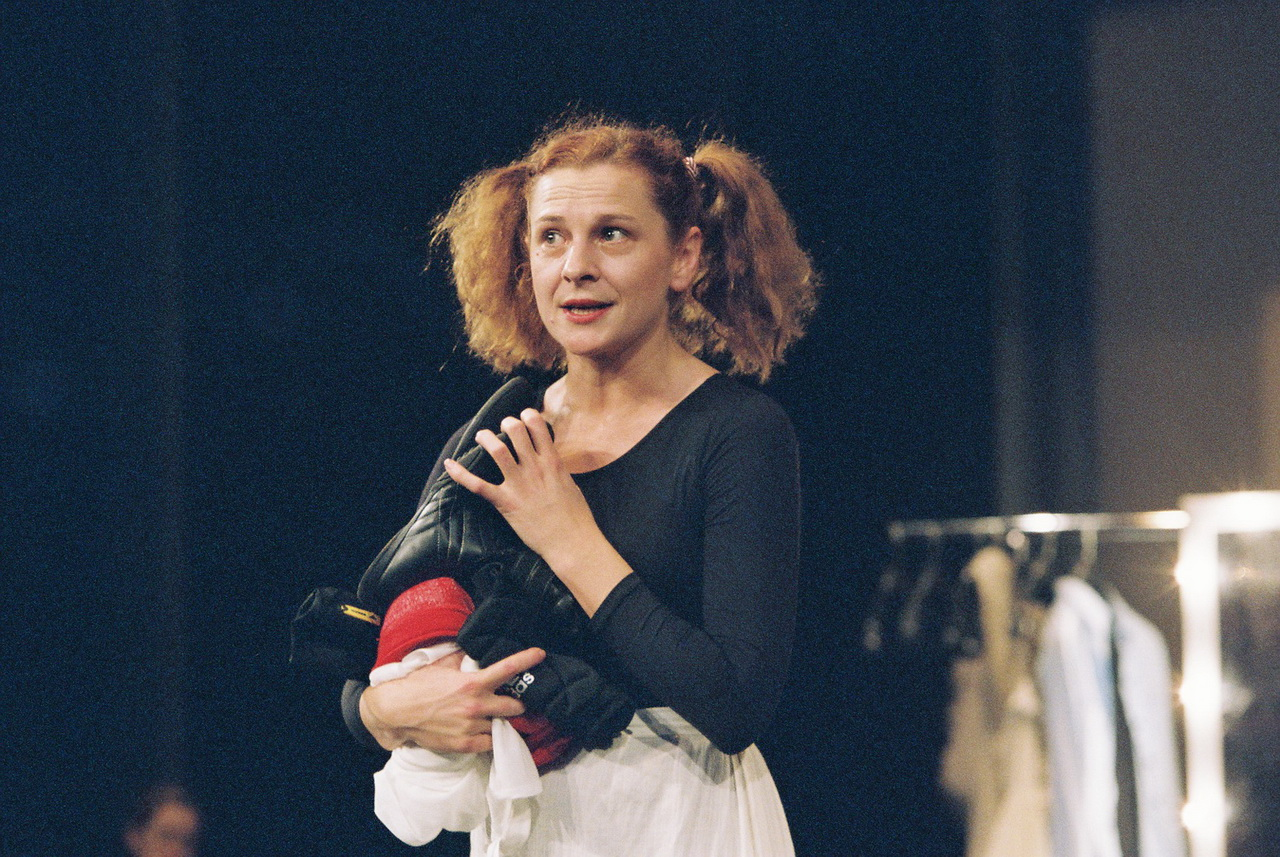
Jasna Đuričić w sztuce Greta, stranica 89, 2005

Na dużym ekranie zadebiutowała w 1999 w filmie Nek bude, što bude. Ma na swoim koncie role w 33 filmach i serialach telewizyjnych. W 2010 otrzymała nagrodę Srebrnego Lamparta dla najlepszej aktorki na MFF w Locarno za rolę w filmie Biały, biały świat. Za tytułową rolę w filmie Aida (2020) Jasmili Žbanić, który poświęcony był masakrze w Srebrenicy, otrzymała Europejską Nagrodę Filmową dla najlepszej aktorki. 
Przewodniczyła jury MFF w Sarajewie.

## Życie prywatne
W 1996 wyszła za mąż za aktora Borisa Isakovicia, mieszka w Nowym Sadzie.

## Filmografia
- 1999: Nek bude, što bude
- 2007: Mera za meru jako Izabela
- 2010: Beli, beli svet jako Rużica
- 2013: Krugovi jako Danka
- 2013: Za one koji ne mogu da govore jako Edina
- 2016: Dobra žena jako Suzana
- 2016: Dnevnik mašinovođe jako Sida
- 2019: Moj jutarnji smeh jako Radica
- 2021: Aida jako Aida Selmanagić
- 2021: Advokado jako Sunćica